# Талісман (роман)
«Талісман» (англ. The Talisman) — історичний роман шотландського письменника Вальтера Скотта, присвячений подіям Третього хрестового походу.
Вперше опубліковано 1825 року. Разом з романом «Заручена» входить до циклу «Розповіді хрестоносців». Вважається першим романом у англійській літературі, де мусульман зображено у позитивному світлі.
У передмові до «Талісману» автор пояснював, чому обрав таку назву для свого твору: на заході Шотландії розповідають історію про талісман, який колись належав знатному хрестоносцю. Вважалось, що талісман діє як засіб проти гарячки. Ця реліквія, пише Вальтер Скотт, збереглась до його часів й «навіть все ще служить предметом поклоніння».

## Сюжет
Дія відбувається у Палестині під час перемир'я, укладеного між військами хрестоносців і султаном Саладіном. У таборі хрестоносців панує розбрат. Річард Левине Серце прикутий до ліжка хворобою, яка перебігала з гарячкою, а його прибічники, що втомились від війн, починають сумніватись в успіху походу. Європейських володарів, зокрема, австрійського герцога Леопольда й короля Франції Філіпа ображає зверхність й гарячність Річарда, який не виявляє належної поваги до інших королів. Гросмейстер Ордену тамплієрів налаштований ще рішучіше: він планує вбивство Річарда.
Роман починається з того, що бідний, але шляхетний шотландський лицар Кеннет їде через пустелю, щоб відвезти святому старцеві Теодорику Енгаддійському секретне послання від очільників хрестоносного воїнства (за посередництва святого королі хотіли у таємниці від Річарда встановити тривалий мир із Саладіном). Дорогою він вступає до двобою з одиноким сарацином. Зрозумівши, що сили в битві рівні, Кеннет і сарацин, що назвався іменем Шеєркоф, продовжили путь разом. Кеннет благополучно доставив послання Теодоріку, а до табору повернувся разом з особистим лікарем Саладіна. Султан, довідавшись про хворобу Річарда Левине Серце, послав мавританського лікаря (ель-хакіма) з магічним талісманом, що дарує людям чудесне зцілення. Талісман дійсно допомагає королю.

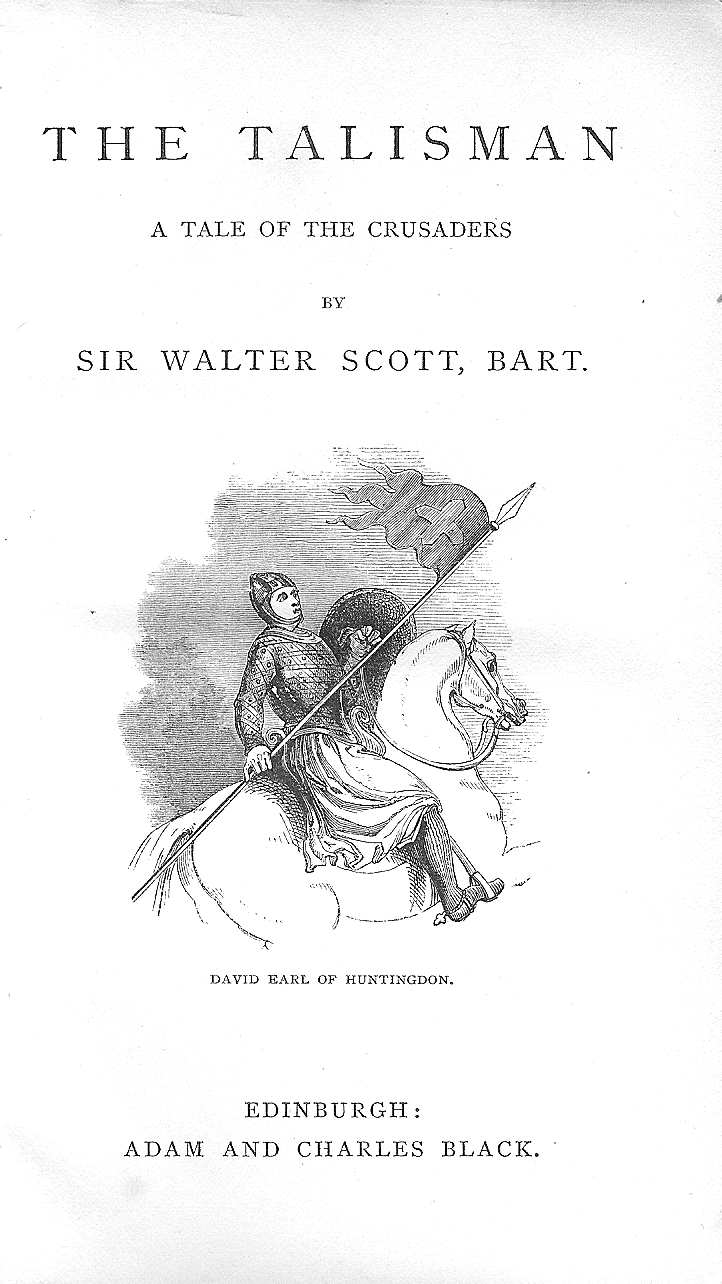
Давид Шотландський, граф Хантінгдон, ілюстрація до видання 1863 року (A & C Black)

Тим часом один з очільників хрестоносців граф Конрад Монсерратський, що мріяв стати королем Єрусалимським й остерігався суперництва за титул з Річардом, вирішує налаштувати проти нього інших монархів. Він натякає герцогу Леопольду, що австрійський прапор в центрі табору розташований нижче за англійський, й картинно скаржиться: «Я не сумніваюсь, що у вас є вагомі причини підкорятись англійському пануванню». Розгніваний Леопольд («Мені — підкорятись?») збирає васалів і рухається до пагорбу. Конрад Монсерратський поспішає повідомити Річарду, буцімто ерцгерцог збирається скинути прапор Англії та замість нього поставити свій власний. Річард поспішає до пагорбу, де ображає Леопольда, втоптуючи австрійський прапор в землю. Остерігаючись, що мстивий герцог постарається вночі зробити те саме з англійським прапором, він доручає лицарю Кеннету охороняти прапор. Той радий нагоді довести перед королем свою відданість й хоробрість.
Однак вночі примхлива дружина Річарда Беренгарія вирішує поглузувати з Кеннета. Вона надсилає йому каблучку наче від імені Едіт Плантагенет, родички Річарда, яка була Дамою серця Кеннета. Він не може знехтувати наказом своєї Дами й залишає пост, лишаючи біля нього свого собаку. Коли ж Кеннет дізнається, що то був лише жарт і повертається, прапор вже викрадено, а собаку смертельно поранено. Річард наказує стратити Кеннета, незважаючи на благання Беренгарії та леді Едіт, однак, він змушений поступитись полоненим лікареві Саладіна, оскільки той врятував королю життя. У таборі ель-хакіма Кеннет дізнається, що цей лікар і сарацинський воїн Шеєркоф — одна й та сама особа.
За порадою ель-хакіма, Кеннет у образі негритянського раба повертається до англійського табору. З допомогою вірного собаки йому вдається виявити й розкрити викрадача прапора — ним виявляється не герцог Леопольд, а Конрад Монсерратський. Щоб відновити втрачену честь, Кеннет має битись з ним у лицарському поєдинку, який проводять за допомогою Саладіна. Султан допомагає обрати поле бою та організовує Річардові Левине Серце пишну зустріч. Виявляється, що Саладін і є Шеєркоф, він же лікар з талісманом.
У бою Кеннет легко долає суперника. Виявляється, що й він — не безславний воїн, а Давид Шотландський, граф Хантінгдон, спадковий принц Шотландії. Граф Монсерратський зізнається у викраденні англійського прапора й хоче перед смертю побачити духовника, щоб сповідатись. Гросмейстер Ордену тамплієрів, який був з Конрадом у дружніх стосунках, злякався, що той може на сповіді видати їхні плани з убивства Річарда. Тому гросмейстер самостійно прокрадається до намету Конрада та заколює того кинджалом. Злочин бачить один із слуг Саладіна й доповідає султану, тоді на пируванні гросмейстер гине від руки Саладіна. В кінці роману Кеннет, тепер Давид Шотландський, вступає у шлюб з Едіт Плантагенет, й у подарунок молодим Саладін надсилає знаменитий талісман, що лікує хвороби. Річард же змушений залишити Палестину, оскільки більшість його прибічників вирішили залишити хрестоносне військо та повернутись до Європи.

## Персонажі

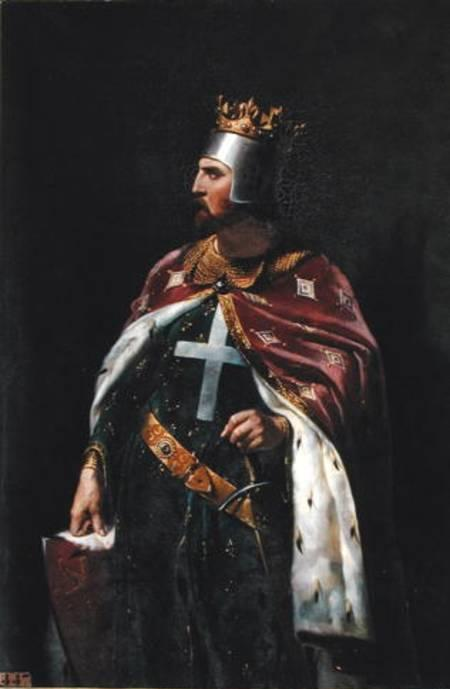
«Річард I Левине Серце, король Англії», Меррі-Жозеф Блондель.
1841 р., Версаль

Центральними героями твору є король Англії Річард Левине Серце й султан Саладін. Їх образи сучасники Вальтера Скотта вважали найвдалішими в романі. У передмові письменник розповідав, що йому був цікавий контраст між цими героями: 

Християнський та англійський монарх виявив тоді жорстокість й нестриманість східного султана, в той час як Саладін проявив крайню обачливість та розсудливість європейського государя, й обидва вони намагались обійти один одного у лицарській хоробрості й шляхетності. Цей несподіваний контраст дає, на мою думку, матеріал для роману, що являє особливий інтерес. 
Практично всі дійові особи роману є реальними історичними персонажами, за винятком видуманої родички Річарда Едіт Плантагенет. Історія ймовірного шлюбу Едіт з Саладіном має історичну першооснову: для примирення з Саладіном Річард був готовий видати заміж за Аль-Аділя (брата Саладіна) свою сестру Іоанну, королеву Сицилії. В дійсності Давид Шотландський був одружений з Матильдою Честерською, дочкою Г'ю де Кевільока, графа Честеру. Цей факт викликав численні суперечки про те, чи припустимо до історичної прози вводити видуманих персонажів й чи не буде це спеціальним введенням читачів у оману.

## Екранізації
«Талісман» було кілька разів екранізовано. У 1923 році було знято німий фільм «Річард Левине Серце» (англ. King Richard the Lion-Hearted). У 1954 році вийшов фільм «Річард Левине Серце» (англ. King Richard and the Crusaders, «Король Річард і хрестоносці»), де головні роли виконують Рекс Харрісон, Вірджинія Майо, Джордж Сандерс та Лоренс Харві. Однойменний фільм («Річард Левине Серце») було знято у Росії 1992 року, в ролях — Армен Джигарханян, Сергій Жигунов та Олександр Балуєв. Існує також британський телесеріал 1980 року, заснований на сюжеті роману.